# Erythroecia suavis
Erythroecia suavis är en fjärilsart som beskrevs av Edwards 1884. Erythroecia suavis ingår i släktet Erythroecia och familjen nattflyn. Inga underarter finns listade i Catalogue of Life.